# 萊恩 (愛達荷州)
萊恩（英語：Lane）是位於美國愛達荷州庫特內縣的一個非建制地區。該地的面積和人口皆未知。

## 地理
萊恩的座標為47°30′25″N 116°32′11″W / 47.50694°N 116.53639°W，而該地的平均海拔高度為661米（即2169英尺）。